# Nicolás Fuentes
Nicolás Fuentes (20 de fevereiro de 1941 – 28 de outubro de 2015) foi um ex-futebolista peruano. Ele competiu na Copa do Mundo de 1970, sediada no México, na qual a seleção de seu país terminou na sétima colocação dentre os 16 participantes.